# いいね!ボタン
いいね!ボタン（英語: like button、like option、recommend button）とはソーシャル・ネットワーキング・サービス、インターネットフォーラム、ニュースサイト、ブログの、ある特定のコンテンツが好き、楽しい、支持できるといった意志を示すためのコミュニケーションソフトウェアの機能（ソーシャルボタン）である。インターネットサービスにおいて通常コンテンツごとにこのボタンを押したユーザー数が表示され、場合によっては押したユーザーのリストを全部もしくは一部表示できることもある。これはコンテンツへの反応を表現する点で、レスを文章で書き込むといった他の方法に対し、定量的な代替手段である。
一部のウェブサイトではヤダネ!ボタン（英語: dislike button）というのも設置し、ユーザーが支持・反対・中立の投票ができるようにしている。他のウェブサイトでは5つ星などより複雑なウェブコンテンツ投票システムを使用している。
自分以外のウェブサイトのソーシャルネットワークで使われるいいね!ボタンは行動ターゲティング広告に個人情報を組み合わせたターゲット広告を出す目的でユーザーの行動を追跡するためのウェブビーコンとしてたびたび使用されるためブラウザセキュリティとインターネットセーフティのプライバシー問題になると考えられる。

## Facebookでの使用
いいね!ボタンはソーシャルネットワーキングサービスであるFacebookの機能であり、ユーザーはステータスアップデート、コメント、写真、友達とのリンク共有、広告といったコンテンツに好きという意志を示すことができる。また、Facebookプラットフォームの機能として参加ウェブサイトでサイトのコンテンツを友達と共有するためにボタンを表示することが出来る。
ユーザーがいいね!ボタンをクリックした時、友達のニュースフィードにコンテンツが登場する。また各コンテンツの一部にボタンを押したユーザー数が表示され、全部もしくは一部のユーザーリストを表示できることもある。この機能はモバイルウェブアプリケーションでは違った形で表示される場合がある。
Facebookは、いいね!することはユーザにとって「前向きなフィードバックを与え、気になることと繋がる」方法なのだと説明している。
さらに「いいね!ボックス」(Like Box）ではFacebookのページ所有者が、自分のページで何人が、また友人の誰がいいね!ボタンを押したかを表示することが出来る。
2010年にFacebookは、未成年者に広告のいいね!ボタンを押させるべきではない言う訴訟をロサンゼルスで起こされた。Facebook側は「全く馬鹿げた訴訟」とコメントした。
2013年7月、英民放の調査報道番組が労働者が一日中パソコンの前に座って「いいね！」などのクリックを続けるバングラデシュの捏造工場について報じた。

### プラグイン
いいね!ボタンはFacebookが提供するソーシャルプラグインの1つでFacebook以外のウェブサイトで使用される。2010年4月21日に、Facebookのソーシャルグラフと統合されるウェブサイト向けのインターフェイスであるFacebookのオープングラフの一部としてリリースされた。そのリリース日にあたり、マーク・ザッカーバーグCEOはFacebookのF8（開発者向けカンファレンス）の講演で「我々はソーシャルが当たり前のウェブを構築している」と発言した。
以後、この機能はインターネットプライバシーの懸念を巻き起こしている。なぜならプラグインはたとえウェブ上の参加サイトの訪問者がいいね!ボタンをクリックしなかった、Facebookをログアウトしている、もしくはFacebookのユーザーでないとしてもFacebookは訪問者を追跡できるためである。いいね!ボタンは広告ネットワークと同じように実行され、参加するサイトが多くなるにつれ、誰が、どのサイトを、いつ訪問したかという膨大な情報がFacebookに集まるのである。ウェブページを表示した時にいいね!ボタンがある場合、ユーザーのウェブブラウザがFacebookのサーバーに接続され、閲覧したサイトのURLや閲覧者のIPアドレスとFacebookのID（ログインしている場合）が記録される。2010年6月にFacebookは、この情報は3ヶ月経つと匿名化され、販売もしなければ他と共有することもないという声明を出した。北カリフォルニアのアメリカ自由人権協会は、ウェブサイト運営者はいいね!ボタンのインストールについて「ウェブサイトを閲覧するたびに誰が閲覧したかをFacebookに潜在的に伝えることになる」ため注意を払うように警告した。
2010年9月時点でいいね!ボタンを使用したサイト数は350,000以上に及んだ。
2011年8月、ドイツのシュレースヴィヒ＝ホルシュタイン州はボタンがドイツのデータ保護法に違反しており、連邦政府機関はウェブサイトからボタンと同種のソーシャルプラグインを除去しなければならないと述べた。カナダのプライバシーコミッショナーも同じような懸念を2010年に示した。
2010年末よりアメリカ合衆国において、マイクロソフトのBing検索エンジンは検索者のFacebook友達による「いいね」を検索結果に反映させている。

### 攻撃に対する脆弱性
「いいね」リンクは、ユーザーが意図せず（悪意のある）コンテンツにいいね!してしまうライクジャッキングに弱いとされている。

### ファンゲート
Facebookにおけるファンゲート (Facebook fangate) は、「いいね!ボタン」を押した利用者と押していない利用者とを振り分け、それぞれに別の内容を表示させる機能である。
「いいね!ボタン」を押した利用者のみに特定のコンテンツを閲覧させることができるため、「いいね!」の数を増やす手法のひとつとして用いられる。「いいね!ボタン」を押した利用者のみに閲覧させるコンテンツには、例えばプレゼントの申し込みフォームや、クーポンコードなどがある。
2012年3月にFacebookのユーザーインターフェースがタイムラインに変更されたため、ファンゲートは使いにくくなったとされる。
ファンゲートの機能をFacebookページに追加するには、他のカスタマイズと同様に2つの方法がある。ひとつは、既存の専用のアプリを使う方法である。ファンゲートアプリの中には、有料のものと無料のもの、広告を表示するものと表示しないものがある。もうひとつは、Facebookの開発者として登録してアプリを作成し、そのアプリを自分のページに追加する方法である。このようなアプリのサンプルとなるコードは、ウェブ上で多数公開されている。

## 他のソーシャルネットワークでの使用

### Google
2011年8月、Googleは自身の+1ボタンを自社のソーシャルネットワークサイトであるGoogle+に統合した（「+1」は「私は好き」「私は同意する」を意味するインターネットスラングである）。

### Twitter
同時期にソーシャルミニブログサイトであるTwitterもフォローボタンを設置した。2008年からお気に入り (Favorites) が使用されてきたが、2015年11月3日に「いいね」に変更され、それまで設置されていた「お気に入り」（Favorite）ボタンである「スター(☆)」から「ハート(♡)」に変更された。お気に入りであった時の名残で、「ふぁぼ」と呼ばれることもある。「いいね」をつけた投稿を一覧表示したりすることができる。

### mixi
mixiは「イイネ！」機能を使用している。2010年4月にmixiボイスへ「イイネ！」機能が追加され、同年8月に日記にも同様の機能を追加した。

### ニコニコ動画
ニコニコ動画は動画やコメント、タグなどに対する「いいね!」ボタンに相当する「ニコる」機能を2012年に追加した。2015年に一旦廃止されたが、2019年にコメントに限定して復活した。また、2020年7月に動画に対する「いいね!」機能を追加した。